# Корольковы
Корольковы — русский дворянский род.
Восходит к середине XVII века. Род Корольковых внесён в VI часть родословной книги Тамбовской губернии.

## Описание гербов

#### Герб Корольковых 1785 г.
В Гербовнике Анисима Титовича Князева 1785 года имеется печать с гербом Василия Назарьевича Королькова: в серебряном поле щита, имеющего круглую форму, изображены человек в лиловой одежде с поднятой правой рукой, а левой показывает на такое же лиловое сердце, стоящее на зелёной траве и рядом с которым произрастает зеленое дерево с сидящей на нём птицей. Над человеком золотая шестиконечная звезда. Щит увенчан дворянской короной, из которой выходит вниз намёт, цветовая гамма которого не определена (дворянский шлем отсутствует). Нашлемник: человек с саблей в руке.
Примечание: по геральдическим правилам нашлемник повторяет рисунок на щите, поэтому возможно, что на щите человек в поднятой руке держит саблю, которая не вошла или не прорисована на печати.

#### Герб. Часть X. № 93.
Щит разделён на три части, из коих в первой в голубом поле видна из облака рука с поднятым вверх мечом; во второй части в золотом поле означены крестообразно лук и стрела; в третьей части в красном поле диагонально изображён колчан со стрелами.
Щит увенчан дворянскими шлемом и короной с тремя страусовыми перьями. Намёт на щите голубой и красный, подложен золотом. Щитодержатели: два льва.